# 「7」
『「7」』（ナナ）は、日本のシンガーソングライター、ナオト・インティライミの7枚目のオリジナルアルバム。2018年12月12日にユニバーサルシグマより発売された。

## 音楽性
前作『Sixth Sense』以来約2年ぶりとなるオリジナルアルバム。シングルとしてリリースされた「夢のありか」「ハイビスカス」「しおり」「Start To Rain」に加え、2008年から2010年までサポートミュージシャンとしてツアーなどに帯同していたMr.Childrenの桜井和寿とのコラボーレーション楽曲「Amor y sol with 桜井和寿」を含む全12曲が収録されている。
本作について、ナオト・インティライミは「ジャンルで言ったら2、30種類ぐらいの音楽が混ざっていて、J-POPをベースにそれぞれミックスしました」と語っている。また、今回はアルバムを意図して楽曲制作しておらず、「あれもこれもと1曲ずつ仕上げていったら、いつの間にかアルバムができてたって感じ」とも発言している。
アルバムタイトルの意味は、7枚目のオリジナルアルバムという意味のほか、虹（7色）、ドレミファソラシド（7つの音階）、1週間（7日）、七つの海といった意味が込められている。

## リリース・プロモーション
初回限定盤、通常盤、初回限定ファンクラブ盤の3形態で発売。初回限定盤はCD+DVD、通常盤はCDのみ。初回限定ファンクラブ盤はCDに加えカードゲーム「狩歌」のナオト・インティライミバージョンが付属する。
本作と、2018年10月24日に発売された21stシングル『Start To Rain』との連動応募特典が用意された。
元々は2018年12月5日発売予定であったが1週間後に延期となった。
本作のアートディレクターは中尾祥憲 (Sabeevo) が担当。
2019年1月19日、本作のダウンロード配信がスタート。2019年2月14日には、本作のサブスクリプション配信が開始された。

## 収録曲

### CD
- 全作曲：ナオト・インティライミ（#1, #2, #11除く）

1. Shake! Shake! Shake! [3:52]
  - 作詞・作曲：ナオト・インティライミ、Shane Facchinello / 編曲：浅田厚志

ソカを主体にしつつ、カントリー&ウエスタンを混ざ合わせた楽曲[9]。
2. Start To Rain [3:37]
  - 作詞・作曲：ナオト・インティライミ、Shane Facchinello / 編曲：ナオト・インティライミ

21stシングル。
3. Amor y sol with 桜井和寿 [3:51]
  - 作詞：桜井和寿、ナオト・インティライミ / 編曲：久保田真悟 (Jazzin'park)、ナオト・インティライミ

タイトルの直訳は「愛と太陽」[15]。
ラテン調の楽曲[16]。元々海外向けの曲として制作されており、歌詞もスペイン語のみで書かれていた[17]。しかし、ナオトが桜井と初めて2人で食事に行った[18]際に本楽曲のデモ音源を聴かせたところ、桜井は「この曲は日本人もめっちゃ好きだよ、この憂いは」と絶賛[17]。ナオトが日本語の歌詞に乗せ直すのは難しいと伝えたところ、桜井主導のもと2人で歌詞を書くに至った[19]。
歌詞について、桜井は「サウンドはラテンが流れてるんだけど、日本語で歌った場合はラテンの景色を感じさせないようにしたいって思ってたんです。だからわざと冒頭に“勇太郎”とかそういう日本人の男の子の名前を挙げてるんです」と語っている[20]。また、「いつものポジティブで元気なナオトじゃなくて、きっとホームシックにもなったり、色々なことを考えながら旅してきたであろう、そんな表からは見えないナオトにスポットライトを当てて書いた曲です」ともコメントしている[21]。
2018年4月15日に開催されたライブツアー『こんなの初めて!! ナオト・インティライミ 独りっきりで全国47都道府県弾き語りツアー2018』北陸電力会館 本多の森ホール公演に桜井がシークレットゲストとして出演した際に初披露された。その2人でのパフォーマンスがスタッフやファンから好評だったため、桜井の快諾もあり音源としてリリースすることが決まったという[19]。
ミュージック・ビデオが制作されており、ショートバージョンがナオトの公式YouTubeチャンネルで公開されている。監督は須永秀明が務め、ナオトと桜井のほか、ダンサーとして山田葵が出演している[22]。
ベスト・アルバム『The Best -10th Anniversary-』にも収録された。
4. Sunday -オーガニックver.- [3:18]
  - 作詞：ナオト・インティライミ、福島カツシゲ、Owen真樹 / 編曲：久保田真悟 (Jazzin'park)

コンセプト・アルバム『旅歌ダイアリー2』収録曲のアコースティック・バージョン[19]。
5. My Great Days [4:27]
  - 作詞：ナオト・インティライミ、福島カツシゲ / 編曲：大久保薫、ナオト・インティライミ

タイトルは「まぐれ」を英語風に読むとこうなる語呂合わせから[15]。
6. 同窓会 [4:04]
  - 作詞：ナオト・インティライミ、福島カツシゲ、Owen真樹 / 編曲：久保田真悟 (Jazzin'park)、ナオト・インティライミ

ナオトが5年ほど前に初めて参加した同窓会のことを思い出しながら書いた楽曲[15][19]。
7. Eraser [3:34]
  - 作詞：ナオト・インティライミ / 編曲：大久保薫

自分自身を消せない消しゴムに例えた楽曲[19]。
8. セーフティーゾーン [2:56]
  - 作詞：ナオト・インティライミ、福島カツシゲ / 編曲：大久保薫、ナオト・インティライミ

本楽曲について、ナオトは「自分も含めてセーフティーゾーンからモノを言いがちだよねって」「隣の顔をさぐりながら風見鶏をまわして生きてる人の醜い部分をシニカルに歌ってる」と語っている[23]。
ベスト・アルバム『The Best -10th Anniversary-』にも収録された。
9. 夢のありか [4:00]
  - 作詞：ナオト・インティライミ、常田真太郎 / 編曲：大久保薫、ナオト・インティライミ

19thシングル。
ワーナー ブラザース ジャパン配給映画『モンスターストライク THE MOVIE はじまりの場所へ』主題歌[24]。
NTTドコモ dヒッツ「ひとり動物園篇」CMソング[25]。
10. ハイビスカス [3:37]
  - 作詞：ナオト・インティライミ、福島カツシゲ / 編曲：大久保薫、ナオト・インティライミ

20thシングル。シングルバージョンとは違い、歌い出しがカットされている。
MBS・TBS系ドラマ『覚悟はいいかそこの女子。』主題歌[26]。
東映配給映画『覚悟はいいかそこの女子。』主題歌[26]。
11. Sing a song [3:16]
  - 作詞・作曲：ナオト・インティライミ、Shane Facchinello、Kevin Anyaeji / 編曲：Kevin Anyaeji、ナオト・インティライミ

21stシングル『Start To Rain』カップリング曲。
12. しおり [4:02]
  - 作詞：ナオト・インティライミ、佐伯youthK / 編曲：大久保薫

20thシングル。
テレビ東京系ドラマ『執事 西園寺の名推理』主題歌[27]。

### 初回限定盤付属DVD
1. ナオト・インティライミ LIVEキャラバン2017「旅歌ダイアリー」@Zepp Osaka Bayside
  1. Tiya
  2. African dream
  3. 星の住人
  4. ME DÁ UM DINHEIRO AÍ
  5. ありったけのLove Song
  6. La canción de un hombre enamorado
  7. チャムテングレ
  8. Trinidad style
  9. まだ夢のまま
  10. 未来へ
  11. Sunday
  12. Beautiful
  13. The World is ours!
  14. Catch the moment
  15. Ballooooon!!
  16. Hare-Hare Parade
  17. カーニバる⤴︎?
2. 「7」 (Jacket Making)

## 参加ミュージシャン
- ナオト・インティライミ：Gut Guitar (#1, #2, #5, #11), Acoustic Guitar (#3), Electric Guitar (#8), Chorus (#3, #5 - #9, #11), Mbira (#10)
- 田中義人：Electric Guitar (#2)
- 木島靖夫：Acoustic Guitar (#9), Electric Guitar (#9)
- 鈴木渉：Bass (#2, #9)
- 波田野哲也：Drums (#2)
- 小笠原拓海：Drums (#9)
- Luis Valle：Trumpet (#5)
- 鍵和田道男：Trombone (#5)
- 竹村直哉：Tenor Sax (#5), Baritone Sax (#5)
- 宮本笑里：Violin (#6)
- 弦一徹ストリングス：Strings (#9)
- ミトカツユキ：Piano (#9), Electric Piano (#2), Organ (#2)
- 大久保薫：Keyboards (#5, #7, #8, #10, #12), Programming (#5, #7 - #10, #12)
- 栗林悟：Piano (#6)
- Rhyan Bésco：Rap (#4)
- Shane Facchinello：Chorus (#1, #2, #11), Whistle (#2)
- Kevin Anyaeji：Chorus (#1, #11), Programming (#11)
- 桜井和寿：Chorus (#3)
- 森の愉快な仲間たち：Chorus (#5, #6), Gaya (#4, #6)
- 浅田厚志：Programming (#1, #2), Electric Guitar (#1)